# Богуславский, Михаил Соломонович
Михаил Соломонович Богуславский (1 (13) мая 1886 года, посад Крюков, Полтавская губерния — 1 февраля 1937, Москва) — советский государственный и партийный деятель.

## Биография
Родился в посаде Крюкове Полтавской губернии, ныне в пределах города Кременчуга. Член Социалистической еврейской рабочей партии (1904—1917). Участник революции 1905—1907 годов. После Февральской революции в 1917 году стал одним из организаторов Кременчугского Совета Рабочих и Солдатских Депутатов, был избран заместителем председателя. В марте вступил в РСДРП(б). Был избран депутатом городской думы Кременчуга, стал членом Городской Управы. Делегат II-го Всероссийского съезда Советов.
В годы Гражданской войны — председатель Кременчугского Совета, с января 1918 начальник штаба группы войск, сражавшейся против немцев на участке Кременчуг — Знаменка — Ромодан, на состоявшемся в марте 2 Всеукраинском Съезде Советов был избран членом Украинского ЦИКа и коллегии Народного Секретариата Финансов Украинского Советского Правительства. После занятия немцами Украины уехал в Воронеж, где организовал городской совет и Исполком, председателем которого состоял до января 1919 года, одновременно возглавлял горком партии. В январе 1919 года отправился на фронт и вместе с повстанческими войсками участвовал в наступлении на Украину. При занятии советскими войсками Кременчуга опять стал во главе Совета. Летом во время наступления Деникина вступил в одну из дивизий Красной армии, защищавшей Кременчуг. Позже избран секретарем укр.ЦИКа и правительства УССР. В сентябре 1919 года был назначен на работу в Политическом Управлении Республики. В декабре 1919 года вновь возвратился на Украину, где работал в Харькове. 
В дальнейшем возглавил союз печатников в Москве и вошёл в ВЦСПС (с 1920 года). Заместитель председателя Моссовета (1922—1924), председатель Малого Совнаркома РСФСР (1924—1927). С 1923 года принадлежал к Левой оппозиции в ВКП(б), подписал «Заявление 46-ти».
В декабре 1927 года, на XV съезде ВКП(б), был исключён из ВКП(б) и в начале 1928 года отправлен в Новосибирск, где работал заместителем председателя Сибирской краевой плановой комиссии. В 1930 году, после подачи заявления об отходе от оппозиции, был восстановлен в ВКП(б). В 1936 году работал начальником строительства Новосибирского завода горного оборудования.
5 августа 1936 года был арестован. Привлечён к сфабрикованному НКВД открытому политическому процессу «Параллельного антисоветского троцкистского центра». 30 января 1937 года приговорён к смертной казни. Расстрелян 1 февраля 1937 года. В сентябре 1987 года Пленум Верховного суда СССР отменил приговор, посмертно реабилитировав Богуславского. 

## Семья
Вместе с ним была репрессирована практически вся его семья.
Братья: Лев Соломонович Богуславский (расстрелян 28 апреля 1938 года. реабилитирован в августе 1956 года.) и Рувим Соломонович Богуславский (расстрелян в 1937 году, впоследствии реабилитирован).
Вторая жена — Татьяна Моисеевна Ханина, была приговорена 10 апреля 1938 года к 8 годам лишения свободы как «член семьи изменника Родины» Наказание отбывала в лагере «АЛЖИР».
Сын — Адольф Михайлович Богуславский расстрелян 13 июля 1937 года, реабилитирован 4 ноября 1958 гпда ВКВС СССР.
Дочь — Ревекка Михайловна Богуславская в 1937 году была арестована как «член семьи изменника Родины» и 11 декабря 1937 года приговорена ОСО при НКВД СССР к 8 годам исправительно-трудовых лагерей. Наказание отбывала в лагере «АЛЖИР» до 27 ноября 1945 года. Уже после войны вышла замуж за единомышленника отца — И. Я. Врачёва. Умерла в 1992 в возрасте 79 лет. 
Родственник Цви Берехьяху — сионист, в Палестине с 1921 года. Был лидером группы Хе-Халуц и основателем киббуца Эйн Харод и мошава Кфар Виткин. Внук Цви Берехьяху — известный израильский математик и специалист по криптографии профессор Эли Бихам.
Внучатый (троюродный) племянник (внук брата) — Михаил Викторович Богуславский, доктор педагогических наук, профессор, член-корреспондент РАО, заведующий лабораторией истории педагогики и образования Института стратегии развития образования Российской академии образования.